# Stephan Remmler
Stephan Remmler (Witten, 25 oktober 1946) is een Duitse zanger, componist en muziekproducent.

## Jeugd en opleiding
Stephan Remmler groeide op als zoon van een diplomaat in Bremerhaven. In de jaren 1960 zong hij in de beatband Just Us, waarin ook Kralle Krawinkel gitaar speelde. De band was onder andere 14 dagen te gast in de Hamburgse Star-Club. Tijdens de jaren 1970 trad Remmler als schlagerzanger op onder het pseudoniem Rex Carter. Daarna werd hij leraar op een middelbare school in Bevern en muziekdocent bij de universiteit Oldenburg.

## Carrière

### Met de band Trio

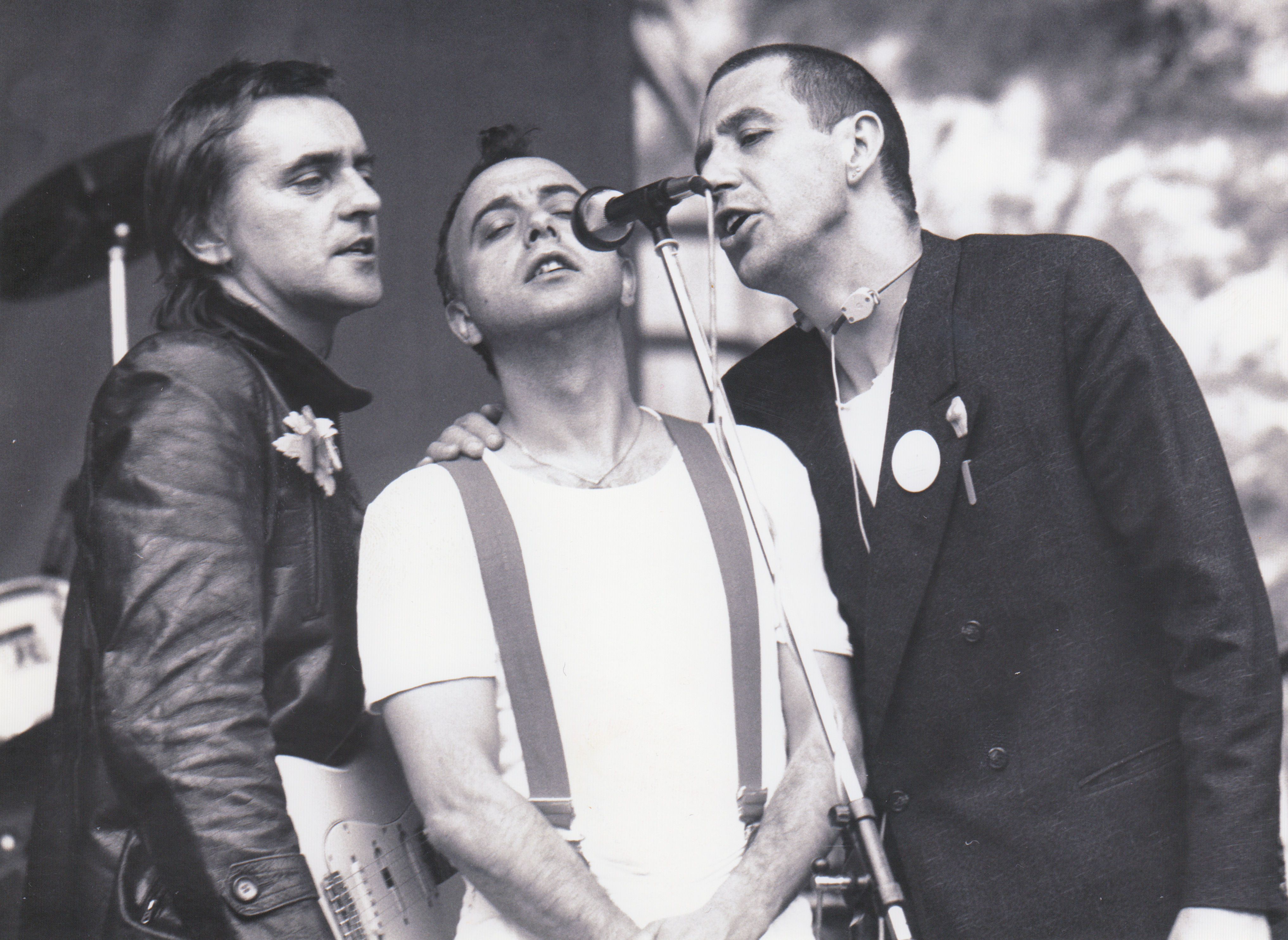
Stephan Remmler (rechts) met Trio in 1982

In 1979 formeerde hij samen met Kralle Krawinkel en Peter Behrens de groep Trio op en werd hij tekstdichter en zanger van de groep, waarmee hij een wereldhit maakte met het nummer Da Da Da ich lieb dich nicht du liebst mich nicht aha aha aha. De groep had minstens in Duitsland met meerdere titels opmerkelijke successen tijdens de NDW. Andere titels die zich konden plaatsen in de Duitse top 10 waren onder meer Anna – Lassmichrein Lassmichraus, Herz ist Trumpf en Bum Bum.

### Als solist
Tijdens een creatieve onderbreking bij Trio publiceerde hij als Stephan & Nina samen met de 9-jarige Angela Smecca de single Feuerwerk (in meerdere talen) en speelde hij de verteller in het klassieke werk Peter und der Wolf onder leiding van John Williams. Na de ontbinding van Trio in 1986 startte Remmler een solocarrière. Hij schreef en produceerde zijn nummers doorgaans alleen. Direct het eerste nummer Keine Sterne in Athen werd commercieel zijn succesvolste nummer. De tweede single Alles hat ein Ende, nur die Wurst hat zwei werd onverwacht een carnavalshit. Beide singles bereikten de 3e plaats van de Duitse singlehitlijst. Aan deze successen kon hij sindsdien niet meer evenaren. De Engelse versie van Keine Sterne in Athen (I Don't Go to U.S.A.) bereikte op de Filipijnen de 1e plaats.
Vervolgens publiceerde hij een reeks albums, waarvan slechts zijn tweede album Lotto (1988) zich in de hitlijst kon plaatsen. Vanaf 1989 trok hij zich een poosje terug uit de muziekbusiness, omdat hij vader geworden was en zich volledig wilde wijden aan zijn familieleven. Dus volgden aanvankelijk de Best Of-compilatie 10 Jahre bei der Stange, die naast zijn hits uit zijn solocarrière ook nummers bevatte uit zijn Trio-periode. In 1991 volgde een album met coverversies van Freddy Quinn. Het voor 1992 aangekondigd nieuw album BarbarellaMortadellaohne Teller met eigen composities werd op korte termijn teruggetrokken en verscheen in 1993 in bijgewerkte vorm onder de naam Vamos. Voor dit album voltooide Remmler zijn tweede en tegelijkertijd tot dusver laatste tournee door Duitsland. Opnamen van deze tournee publiceerde Remmler op zijn livealbum HÜH!. In 1994 vertolkte hij de kraterman in het musical Tabaluga van Peter Maffay Na een wissel naar MCA Records volgde nog een verder studioalbum Amnesia. Aansluitend trok hij zich voor circa tien jaar terug in zijn privéleven.

### Samen met zijn zoons
In 2003 componeerde en produceerde hij samen met zijn drie zoons Cecil, Jonni en Lauro een album, dat zelf niet werd uitgebracht, omdat de formatie op korte termijn hun platencontract verloor. Twee eerder verschenen singles, waaronder Everybody Cha Cha, bereikten echter in Duitsland hoge posities in de hitlijst. Remmlers zoons voltooiden in dit kader een serie van tv-termijnen, waarbij hun vader voor begeleiding zorgde op de achtergrond, maar niet voor de camera's trad. In 2007 besloot Remmler tot publicatie van zijn nieuwe soloalbum 1, 2, 3, 4 …, dat hij samen met zijn oudste zoon Cecil geproduceerd had. Het album kon zich in de hitlijst plaatsen op een van de laatste plekken. In 2007 componeerde hij met Cecil de soundtrack voor de film Vollidiot naar het boek van Tommy Jaud, die in april 2007 in de bioscoop verscheen. 

## Verdere activiteiten
Hij publiceerde samen met Nena en Oliver Pocher, die de hoofdrol speelt in de film Vollidiot, de single Ich kann nix dafür. Bij dit nummer gaat het over een Duitse versie van het lied Young Folks van Peter Bjorn and John, waarvoor Remmler de Duitse tekst schreef en ook zong. Het nummer bereikte de Top 10 van de Duitse hitlijst. Sindsdien werkt Remmler alleen nog sporadisch mee aan muzikale projecten. In 2010 trad hij op als gast van de Berlijnse rapper Sido bij MTV Unplugged. Beiden zongen samen het nummer Da da da. Hetzelfde nummer publiceerde hij in samenwerking met Señor Coconut. In 2014 werkte hij mee aan een versie van Keine Sterne in Athen van de band LaBrassBanda op hun album Kiah Royal en trad ook op in hun officiële video. In 2010 las hij de luisterboekversie van Keith Richards' autobiografie Life.
In 2015 verscheen Remmlers kinderboek Heinrich, Schweinrich und die fliegenden Krokodile. Van 2013 tot 2016 componeerde en produceerde hij schlagernummers voor Sarah Jane Scott, de levensgezellin van zijn zoon Cecil, wiens album Ich schau dir in die Augen verscheen in april 2016.
Tekstueel thematiseert Remmler in zijn liedjes meestal kleine tussenpersoonlijke alledaagse verhalen, meestal met licht ironische ondertonen. Ook publiceerde hij altijd weer drinkliederen. Muzikaal bewoog hij zich steeds tussen schlager en rockmuziek, waarbij hij een duidelijke selectie bewust vermeed. Althans zijn laatste drie albums Vamos, HÜH! en Amnesia neigden meer naar rock. Zijn tot nu toe laatste album 1, 2, 3, 4 … klinkt daarentegen eerder elektronisch-minimalistisch. Remmler produceert alleen muziek, die hemzelf bevalt, zelfs wanneer dit niet beantwoord aan de muzikale verwachtingen van zijn fans. Als voorbeeld publiceerde hij in 1991 een album, dat uitsluitend bestond uit coverversies van Freddy Quinn, dat noch bij zijn fans noch bij Freddy Quinn op bijval kon rekenen.
In februari 2009 vond in de Schwankhalle in Bremen de première plaats van een muziek-theater-avond van het Junges Theater Bremen onder de titel Oben aufm Berg – mit Stephan-Remmler-Songs auf der Suche nach dem Schatz der verlorenen Gefühle, voorgesteld door regisseur Carsten Werner en de zanger/acteur Denis Fischer.
Het lukte Remmler steeds om fameuze namen te strikken voor zijn producties, waaronder Klaus Voormann, Carl Carlton, Bertram Engel, Status Quo, Ken Taylor, Die Toten Hosen, Lydie Auvray en Curt Cress. Op 1, 2, 3, 4 … liet hij zijn composities bewerken resp. vertolken door Deichkind, Seeed, Thomas D, 2raumwohnung en Mathias Halfpape. Zo nu en dan was Remmler ook werkzaam als producent van andere artiesten, zoals Humpe & Humpe en DÖF. Hij gaf zelden liveoptredens, omdat hij liever in de studio werkzaam was. Bij in totaal acht studioalbums had hij slechts twee tournees.
Ook werkte hij als acteur mee in films, waaronder een dubbelrol in de Trio-speelfilm Drei gegen Drei (1985) en een politieagent in de tv-productie Krieg der Töne (1987) met Holger Czukay. Vervolgens was hij te horen als synchroonspreker voor de sprekende computer Edgar in de Amerikaanse film Electric Dreams (1984). Een hereniging met zijn vroegere band Trio had hij graag gezien, maar dit mislukte.

## Privéleven
Stephan Remmler woont met zijn familie op Lanzarote en in Bazel. Hij is getrouwd met de Braziliaanse binnenhuisarchitecte Hilana Raitzik en heeft drie zoons (Cecil, Jonni en Lauro).

## Discografie

### Singles
- 1971: I Know it's Over (als Rex Carter)
- 1971: Ich liebe die Sonne (als Rex Carter)
- 1984: Feuerwerk (als Stephan & Angela Smecca) ook als Fireworks en Fuegos Artificiales gepubliceerd
- 1986: Keine Sterne in Athen (3-4-5 x in 1 Monat)
- 1987: Alles hat ein Ende nur die Wurst hat zwei (Krause & Ruth)
- 1987: Alles hat ein Ende nur die Wurst hat zwei (Krause & Ruth) (de Hackfleisch-versie)
- 1987: Unter einer kleinen Decke in der Nacht (Das Kuschellied)
- 1987: Vogel der Nacht
- 1987: I Don’t Go to U. S. A. (Engelse versie van Keine Sterne in Athen)
- 1988: Keine Angst hat der Papa mir gesagt (Keine Angst hat die Mama mir gesagt)
- 1988: Oben aufm Berg (Das Wunder aufm Berg)
- 1988: Drei weiße Birrrken (Du bist meine Heimat) feat. Status Quo
- 1989: Einer ist immer der Loser (Einer muss immer verliern)
- 1991: HONG 3 – Fährt ein weißes Schiff nach Hongkong
- 1991: SCHOEN 4 – Heimweh
- 1992: BittebitteBarbarella
- 1993: Blank
- 1993: Bananaboat feat. Die Toten Hosen
- 1994: Boom Boom
- 1996: Schweinekopf
- 1996: Heut geht die Sonne nicht auf
- 1997: Only Love Is the Answer feat. Brooke Russell
- 2006: Frauen sind böse (alleen internet-download)
- 2006: Einer muss der Beste sein (Ich ich ich)
- 2007: Ich kann nix dafür met Nena en Oliver Pocher
- 2010: Da Da Da met Sido
- 2014: Keine Sterne in Athen met La Brass Banda

### Albums

#### Studioalbums
- 1986: Stephan Remmler
- 1988: Lotto
- 1991: Projekt F – Auf der Suche nach dem Schatz der verlorenen Gefühle
- 1993: Vamos
- 1996: Amnesia
- 2006: 1, 2, 3, 4 …

#### Resterend
- 1984: Peter und der Wolf
- 1990: 10 Jahre bei der Stange (compilatie)
- 1992: BarbarellaMortadellaohneTeller (niet gepubliceerd)
- 1994: HÜH (live)
- 2010: Life (luisterboek)

## Onderscheidingen
- Internationale Muziekprijs 2006

- Biblioteca Nacional de España: XX1586866
- Gemeinsame Normdatei: 134495349
- International Standard Name Identifier: 0000 0001 2020 9707
- Library of Congress Control Number: no98090246
- MusicBrainz: d52f7cda-e64a-45de-b5c4-44c89bbe1ddd
- Nationale Bibliotheek van Tsjechië: mzk2011645762
- Virtual International Authority File: 11926340
- WorldCat: E39PBJy49fKft4Tg33QMg7qWjC